# Louise-Bonne d'Avranches

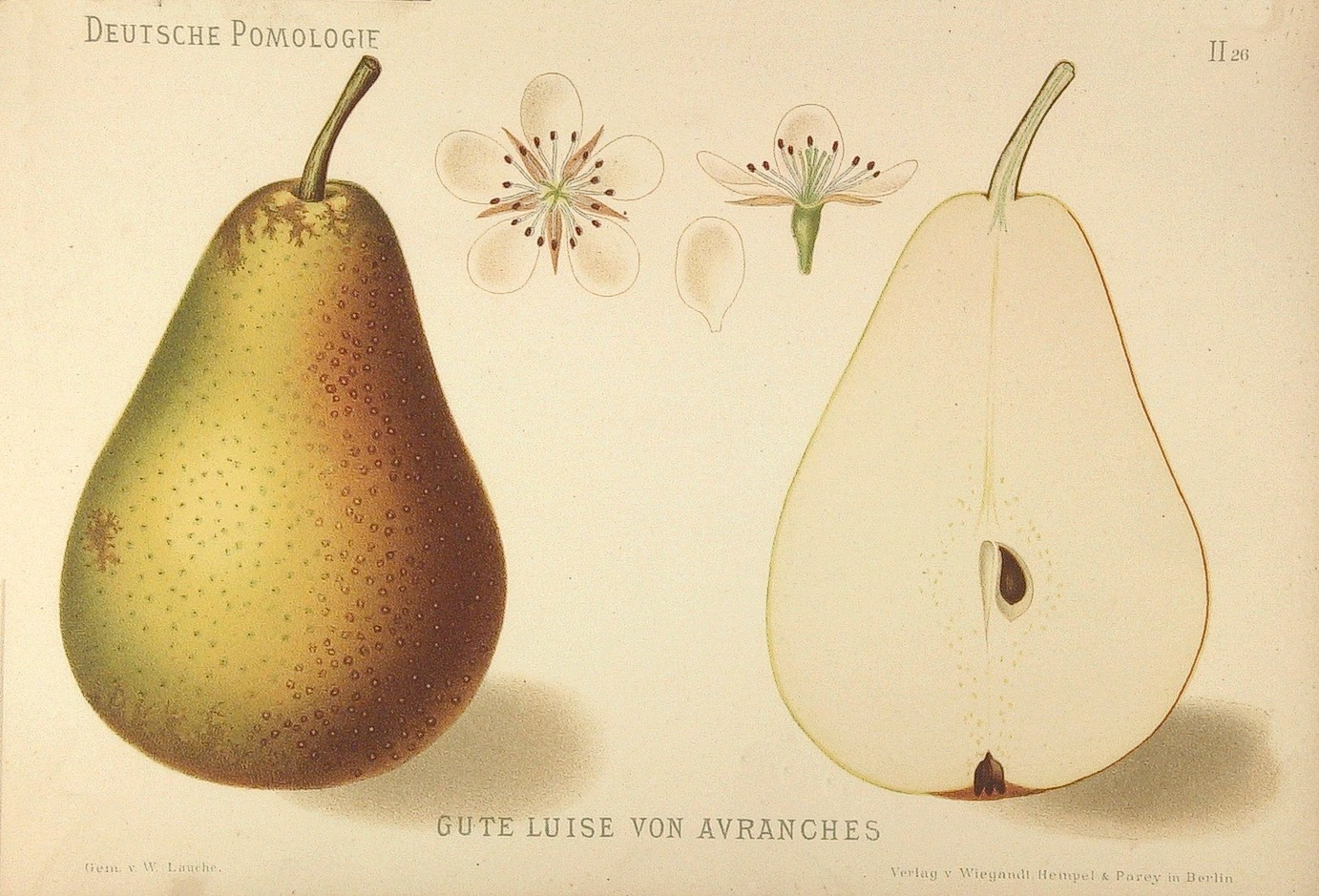
Louise-Bonne d'Avranches.

Louise-Bonne d'Avranches est le nom d'une variété de poire.

## Origine
Cette variété de poire serait issue d'un semis de M. Longueval d'Avranches vers 1770. Longueval (ou René Leberriays) lui attribue le nom de Bonne-Louise, d'après celui de la femme du créateur, Louise de Longueval.

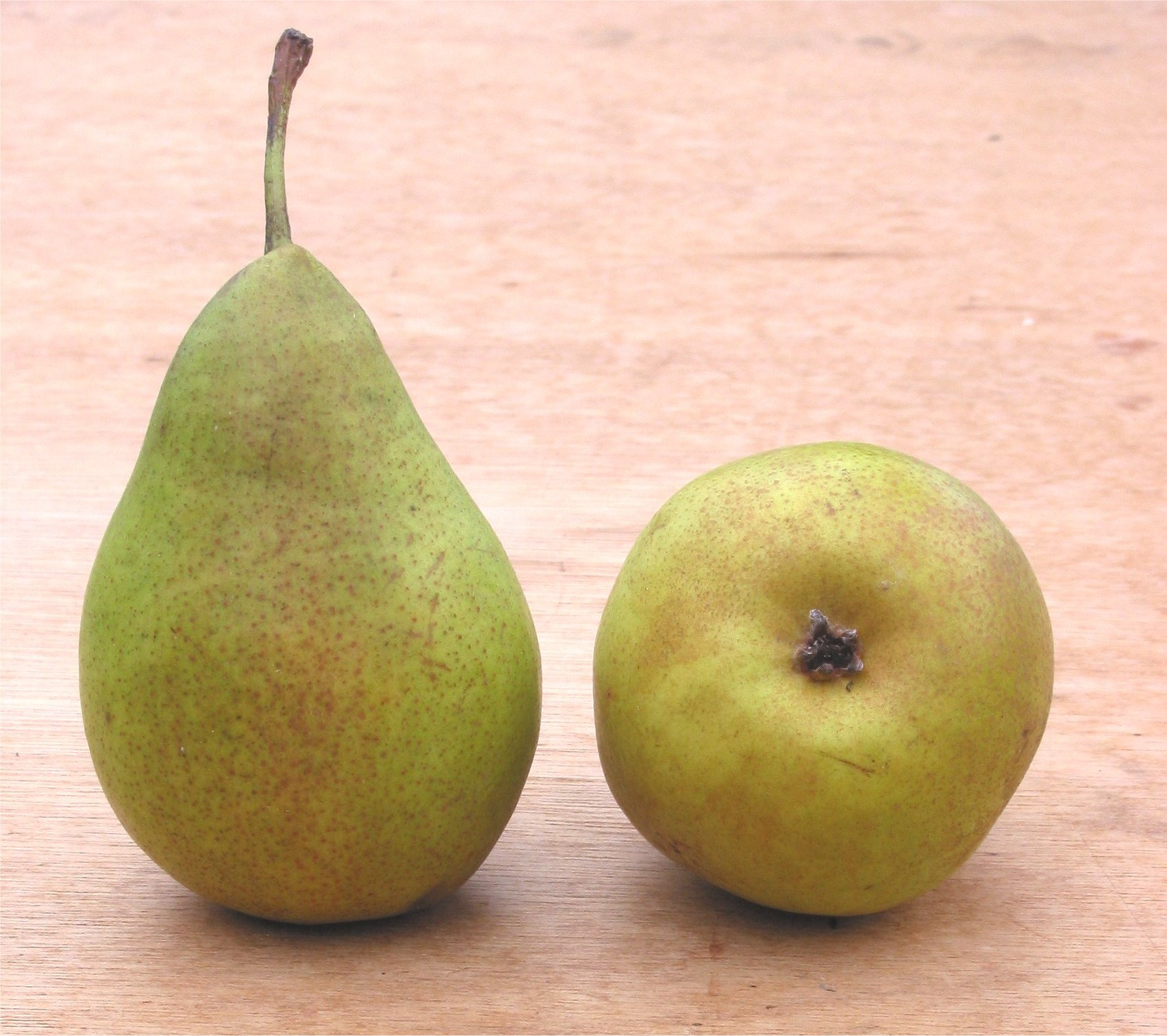
Bonne-Louise d'Avranches.

L'arbre est peu connu dans la première moitié du XIXe siècle en France, mais est exporté dans les îles Anglo-Normandes et en Grande-Bretagne lors de la Paix d'Amiens en 1802, puis à partir de 1814 sous le nom de Louise-Bonne. Il est ensuite importé d'Angleterre à Paris, avec l'indication erronée de Jersey pour son lieu d'origine.
M. Montagne, conservateur du jardin botanique d'Avranches, envoie vers 1827 des greffons à André Leroy, pépiniériste à Angers.

## Synonymes
Bonne-Louise d'Avranches, 
Louise-Bonne de Jersey, 
Bonne-Louise, 
Louise-Bonne.
La variété a de nombreuses autres dénominations : Bergamote d'Avranches, Bonne de Longueval, de Jersey, Beurré d'Araudoré, Bonne-Louise d'Araudoré, Beurré d'Avranches, Bonne d'Avranches, De Louise, William IV, Prince Germain.
Une autre variété s'appelle aussi Louise-Bonne : la Louise Bonne de Duhamel.

## Description
Louise-Bonne d'Avranches est une variété résistante qui donne une bonne production de qualité.
Cette variété est autofertile (ne nécessite pas d’autres arbres pour être pollinisée), mais sa production sera favorisée par la présence de variétés pollinisatrices telle que ' Bon chrétien Williams'.

### Description de l'arbre
Bois : fort.
Rameaux : assez nombreux, érigés près du sommet de la tige, étalés vers la base et souvent arqués , très-gros, longs, un peu géniculés, rouge grisâtre nuancé de vert.
Yeux : moyens, ovoïdes-aplatis, pointus, duveteux, collés contre l'écorce.
Feuilles : elliptiques-lancéolées, légèrement cotonneuses, aiguës, arquées ou relevées en gouttière, ayant les bords irrégulièrement dentés ou denticulés. Le pétiole est peu long mais très-fort et faiblement lavé de rouge clair.
Grande fertilité.

### Description du fruit
La poire est de bonne qualité gustative, colorée de rouge brique à l'insolation.
Forme : ovoïde-allongée, légèrement bosselée, ayant presque toujours un côté plus ventru que l'autre.
Pédoncule : assez long, rarement arqué, mince au milieu, habituellement renflé à ses extrémités, obliquement implanté à la surface du fruit, avec lequel il est parfois continu, mais seulement d'un côté.
Œil : moyen, rond, clos ou mi-clos, placé dans un large évasement de profondeur variable.
Peau : vert-jaunâtre, couverte de gros points brun clair et teintée de rouge vif sur la partie qui regarde le soleil.
Chair : blanche, fine, des plus fondantes, juteuse, sans pierres.
Eau : elle est excessivement abondante, sucrée, vineuse, acidulée, possédant une saveur parfumée non moins exquise que particulière.

### Maturité
De la mi-septembre à la mi-octobre. Certains la récoltent mûre au 10 septembre.

## Culture
Le développement de ce poirier est rapide.
Il végète moins bien sur cognassier que sur franc et fait de belles et hautes pyramides.

## Utilisations
C'est une très bonne poire à croquer fraiche.